# 8. Sicherungs-Division
Die 8. Sicherungs-Division war ein Großverband der deutschen Kriegsmarine im Zweiten Weltkrieg.

## Geschichte
Die Division wurde am 20. April 1944 für Sicherungsaufgaben im Bereich der dänischen Küste von Skagerrak bis Kattegat aufgestellt. Durch die Aufstellung der Division wurde damit die Sicherung des dänischen Küstenvorfeldes einsatzmäßig an den Kommandierenden Admiral Skagerrak abgegeben. Truppendienstlich unterstand die Division dem B.S.O.
Das Stabshauptquartier lag zuerst in Kopenhagen und ab Juni 1944 in Aarhus auf Jütland.

## Kommandeure
Der Divisions-Kommandeur war Kapitän zur See d. R. Max Klein (April 1944 bis Mai 1945), ehemaliger Aufstellungskommandeur der 5. Sicherungs-Division.

## Gliederung
Folgende Einheiten waren über das Bestehen der Division dieser zumindest einsatzmäßig zugeordnet:
- 4. Sicherungsflottille: im Oktober 1943 aus der Küstenschutz-Flottille Kleiner Belt, vormals Hafenschutzflottille Fredericia, gebildet
- 5. Sicherungsflottille: im Oktober 1943 aus der 19. Vorpostenflottille gebildet
- 8. Sicherungsflottille: im Oktober 1943 aus der Hafenschutzflottille Kopenhagen gebildet
- 9. Sicherungsflottille: im Oktober 1943 aus der 9. Vorpostenflottille gebildet
- 10. Sicherungsflottille: im Oktober 1943 aus der 10. Vorpostenflottille gebildet, u. a. mit dem Schiff Pippilotta
- 12. Sicherungsflottille
- 15. Sicherungsflottille, im August 1944 aufgestellt
- 16. Sicherungsflottille: im September 1944 aus der Hafenschutzflottille Esbjerg der Seekommandantur Südjütland gebildet
- 8. Sperrbrecherflottille
- 16. Vorpostenflottille
- 29. Minensuchflottille
- Minenräumschiff 11 (Osnabrück)

zugeteilt:
- 5. Artillerieträgerflottille, bis Februar 1945, dann zur 10. Sicherungs-Division